# 大野町 (常滑市)
大野町（おおのちょう）は、愛知県常滑市の地名。

## 地理
常滑市北西端部に位置する。西は伊勢湾、北は知多市に接する。

### 学区
- 高等学校 - 尾張学区
- 中学校 - 常滑市立青海中学校[WEB 5]
- 小学校 - 常滑市立大野小学校[WEB 5]

## 歴史

### 人口の変遷
国勢調査による人口の推移。
| 1995年（平成7年）  | 1934人 |  |  |
| 2000年（平成12年） | 1839人 |  |  |
| 2005年（平成17年） | 1703人 |  |  |
| 2010年（平成22年） | 1528人 |  |  |
| 2015年（平成27年） | 1395人 |  |  |

### 世帯数の変遷
国勢調査による世帯数の推移。
| 1995年（平成7年）  | 654世帯 |  |  |
| 2000年（平成12年） | 652世帯 |  |  |
| 2005年（平成17年） | 631世帯 |  |  |
| 2010年（平成22年） | 617世帯 |  |  |
| 2015年（平成27年） | 589世帯 |  |  |

### 沿革
- 1878年（明治11年） - 知多郡大野村が榎戸村・西之口村を編入する[2]。
- 1883年（明治16年） - 大野村から榎戸村・西之口村・蒲池村が分村する[2]。
- 1889年（明治22年） - 大野村単独で町村制を施行し、知多郡大野町が発足する[2]。
- 1954年（昭和29年） - 大野町・常滑町・西浦町・鬼崎町・三和村が合併し、常滑市が発足する[2]。旧大野町および鬼崎町大字西之口の一部が常滑市大野町となる[2]。

## 交通
- 名鉄常滑線[1]
- 愛知県道252号大府常滑線[1]
- 愛知県道266号板山金山線[1]

## 施設
- 常滑市立大野小学校[1]
- 小倉神社[1]
- 風宮神社[1]
- 江崎社[1]
- 内宮御祭宮社[1]
- 真宗大谷派光明寺[1]
- 田中寺[1]
- 浄土宗洞泉寺[1]
- 浄土宗西山深草派東龍寺[1]
- 甘露院[1]
- 臨済宗妙心寺派海音寺[1]
- 曹洞宗斉年寺[1]
- 天台宗松栄寺[1]
- 真言宗智山派宝蔵寺[1]
- 真言宗醍醐派光明院[1]
- 大野海水浴場

### WEB
1. ↑  “愛知県常滑市の町丁・字一覧”.   人口統計ラボ. 2022年3月23日閲覧。
2. ↑  総務省統計局 (2017年1月27日). “平成27年国勢調査の調査結果(e-Stat) - 男女別人口及び世帯数 －町丁・字等” (CSV). 2021年7月21日閲覧。
3. ↑  “愛知県常滑市の郵便番号一覧”.   日本郵便. 2022年3月22日閲覧。
4. ↑  “市外局番の一覧” (PDF).   総務省 (2022年3月1日). 2022年3月22日閲覧。
5. 1 2  常滑市教育委員会学校教育課 (2021年1月29日). “小・中学校の通学区域について”.   常滑市. 2022年4月20日閲覧。
6. 1 2  総務省統計局 (2014年3月28日). “平成7年国勢調査の調査結果(e-Stat) - 男女別人口及び世帯数 －町丁・字等” (CSV). 2021年7月20日閲覧。
7. 1 2  総務省統計局 (2014年5月30日). “平成12年国勢調査の調査結果(e-Stat) - 男女別人口及び世帯数 －町丁・字等” (CSV). 2021年7月20日閲覧。
8. 1 2  総務省統計局 (2014年6月27日). “平成17年国勢調査の調査結果(e-Stat) - 男女別人口及び世帯数 －町丁・字等” (CSV). 2021年7月21日閲覧。
9. 1 2  総務省統計局 (2012年1月20日). “平成22年国勢調査の調査結果(e-Stat) - 男女別人口及び世帯数 －町丁・字等” (CSV). 2021年7月21日閲覧。
10. 1 2  総務省統計局 (2017年1月27日). “平成27年国勢調査の調査結果(e-Stat) - 男女別人口及び世帯数 －町丁・字等” (CSV). 2021年7月21日閲覧。

### 書籍
1. 1 2 3 4 5 6 7 8 9 10 11 12 13 14 15 16 17 18 19 20  「角川日本地名大辞典」編纂委員会 1989, p. 1738.
2. 1 2 3 4 5  「角川日本地名大辞典」編纂委員会 1989, p. 285.